# 23-F
23-F – nieudany zamach stanu w Hiszpanii, dokonany 23 lutego 1981, znany też jako 23-F (febrero to w języku hiszpańskim luty). Był próbą przejęcia władzy przez wysokich rangą funkcjonariuszy wojska i Guardia Civil. Jego najsłynniejszym epizodem było zajęcie Kongresu Deputowanych przez oddział Guardia Civil pod dowództwem podpułkownika Antonio Tejero podczas zaprzysiężenia Leopoldo Calvo-Sotelo z UCD na stanowisko premiera. Zamach zakończył się bez ofiar w dniu następnym.

## Sytuacja przed zamachem

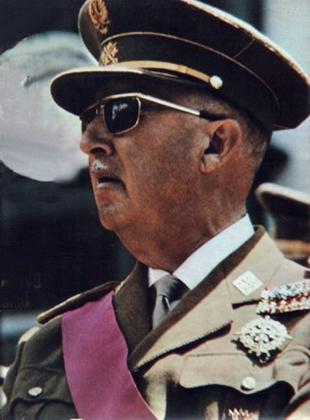
Francisco Franco, 1969

Zamach z roku 1981 jest ściśle związany z wydarzeniami towarzyszącymi hiszpańskiej drodze do demokracji po czasach frankizmu. Transformacja ustrojowa w Hiszpanii rozpoczęła się wraz z końcem dyktatury generała Francisco Franco (ur. 4 grudnia 1892, zm. 20 listopada 1975).
Cztery główne elementy złożyły się na ciągłe napięcie, któremu nie potrafił sprostać rząd Unii Demokratycznego Centrum:
- problemy związane z kryzysem finansowym i ekonomicznym (prawie 20% bezrobocie, ucieczka kapitału za granicę, 16% inflacja)
- trudności w uzgodnieniu nowej organizacji terytorialnej państwa
- zwiększona działalność baskijskich terrorystów z ETA
- opór szerokich kręgów wojska nie akceptujących demokratyzacji kraju po 36 latach autorytarnego Państwa Hiszpańskiego.

### Operacja Galaxia
Pierwsze symptomy postępującego niezadowolenia wojskowych pojawiły się już w 1977. Wtedy to, z powodu legalizacji Komunistycznej Partii Hiszpanii, w Wielką Sobotę 9 kwietnia dymisję złożył ówczesny minister marynarki, admirał Pita da Veiga, a Dowództwo Armii wydało notę, w której wyraziło swoje niezadowolenie spowodowane tą legalizacją. We wrześniu 1978 udało się udaremnić operację Galaxia – próbę zamachu stanu, za którą główny spiskowiec Antonio Tejero został skazany na siedem miesięcy pozbawienia wolności.

### Kryzys
Podczas gdy w kręgach wojska i skrajnej prawicy rosło niezadowolenie, kraj rozpoczął nową dekadę w stanie głębokiego kryzysu ekonomicznego, który narastał jeszcze przez cały rok 1980. Do najważniejszych wydarzeń tego okresu należą:
- dokonana w maju rekonstrukcja rządu,
- wotum nieufności wobec premiera Adolfo Suáreza zgłoszone przez PSOE pod koniec tego samego miesiąca,
- dymisja wicepremiera Fernando Abril Martorell w lipcu i związana z nią kolejna rekonstrukcja we wrześniu.

### Dymisja rządu Suáreza

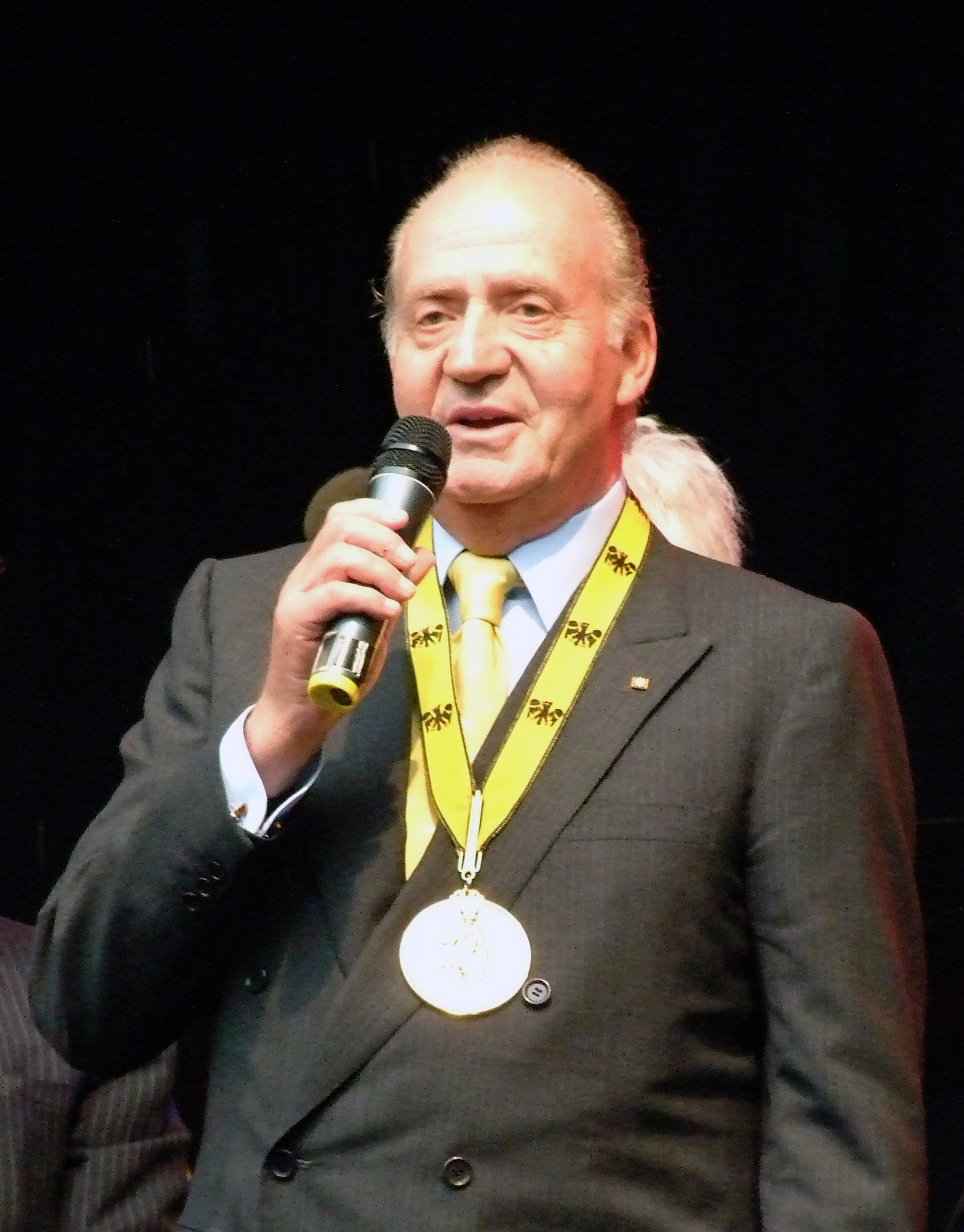
Król Jan Karol I Burbon

Słabnąca pozycja Suáreza w jego własnej partii spowodowała, że 29 stycznia 1981 ogłosił w telewizyjnym wystąpieniu dymisję ze stanowiska premiera i przewodniczącego UCD. Od tego momentu sprawy nabrały wielkiego przyspieszenia. 1 lutego w nacjonalistycznym piśmie „El Alcázar” ukazał się jawnie wywrotowy artykuł. Od 2 do 4 lutego król Jan Karol wraz z żoną odwiedzili Kraj Basków, gdzie deputowani baskijskiej partii Herri Batasuna (Jedność Ludowa) przyjęli ich buczeniem. 6 lutego zostały znalezione zwłoki José María Ryana, inżyniera z elektrowni atomowej w Lemóniz w Kraju Basków, porwanego kilka dni wcześniej, a o innym porwanym – Luisie Suñer nie było żadnych informacji.
W tej niepewnej sytuacji rozpoczęły się procesy zmierzające do zastąpienia Suáreza. W dniach 6-9 lutego odbywał się II Kongres UCD na Majorce, na którym ujawnił się poważny rozłam w partii. Pełniącym obowiązki premiera mianowano Agustína Rodríguez Sahagún, a 10 lutego kandydatem na premiera został Leopoldo Calvo-Sotelo.
Napięcie w kraju jeszcze wzrosło, kiedy 13 lutego ogłoszono śmierć bojownika ETA Jose Ignacio Arregui, zmarłego w więzieniu wskutek tortur. Spowodowało to strajk generalny w Kraju Basków i gorącą debatę w Kongresie Deputowanych, w Madrycie. Rząd usunął ze stanowisk wielu wysoko postawionych oficerów policji, wielu innych odeszło na znak solidarności z torturującymi, a „El Alcázar” ocenił, że działania władzy są oznaką słabości, którą należy wykorzystać.

### Głosowanie nad wotum zaufania dla nowego rządu
18 lutego Calvo-Sotelo zaprezentował swój gabinet, jednak w głosowaniu nie uzyskał wotum zaufania, w związku z czym konieczne było kolejne głosowanie. Wyznaczono je na 23 lutego i właśnie ten dzień wybrali spiskowcy na organizację zamachu stanu. Wśród zamachowców nie było jednomyślności – generał pułkownik Jaime Milans del Bosch reprezentował najbardziej konserwatywne skrzydło, natomiast generał Alfonso Armada, weteran wojny domowej i Błękitnej Dywizji spod Leningradu, zaufany człowiek króla Jana Karola, stał na czele stosunkowo ugodowej grupy oficerów.

## Zamach stanu

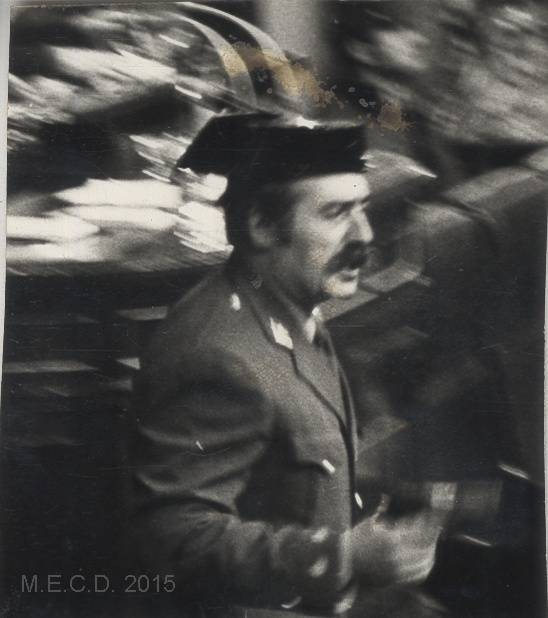
Antonio Tejero podczas zamachu stanu

Zamach był wspólnym działaniem rozmaitych grup wojskowych, które od początku transformacji ustrojowej działały w konspiracji.

Dokładnie o 18.00 zaczęło się głosowanie imienne w sprawie udzielenia Leopoldo Calvo-Sotelo wotum zaufania jako premierowi Hiszpanii.

O godzinie 18:21, kiedy głos miał oddać socjalistyczny deputowany Juan Manuel Núñez Encabo, na mównicę Kongresu Deputowanych wtargnął Antonio Tejero, krzycząc: „Wszyscy spokojnie! Cisza! Na ziemię! Wszyscy na ziemię!”

Generał Manuel Gutiérrez Mellado – najwyższy rangą żołnierz, a jednocześnie wicepremier rządu – wstał i zwracając się do Tejero zażądał wyjaśnień i rozkazał opuścić broń. Wtedy do sali wtargnęło kilkunastu zamachowców z Guardia Civil. Prawie siedemdziesięcioletni generał Mellado zaczął szarpać się z młodymi funkcjonariuszami, a kiedy siedzący obok Adolfo Suárez wstał, by mu pomóc, Tejero strzelił w sufit, zaczynając kilkusekundową kanonadę z pistoletów maszynowych. Wszyscy deputowani padli na podłogę, kryjąc się między ławami.

### Nagranie na żywo
Pedro Francisco Martín, operator Telewizji Hiszpańskiej, nagrał prawie półgodzinny materiał z zamachu, o czym nie wiedzieli ludzie Tejero. Materiał został jednak upubliczniony po południu 24 lutego. Zajmując salę obrad niższej izby Kortezów, czyli biorąc za zakładników jednocześnie przedstawicieli władzy wykonawczej i ustawodawczej, zamachowcy chcieli osiągnąć stan „bezwładzy”, który planowali wykorzystać do stworzenia nowego ośrodka władzy politycznej. Od reszty deputowanych odłączeni zostali: ciągle pełniący obowiązki premiera Adolfo Suárez, minister obrony narodowej Agustín Rodríguez Sahagún, lider opozycyjnej PSOE, socjalista Felipe González Márquez, jego zastępca w partii Alfonso Guerra i lider PCE Santiago Carrillo.

### Powstanie w Walencji
Niedługo potem generał Jaime Milans del Bosch, dowódca III Okręgu Wojskowego w Walencji, wzniecił – zgodnie z planem – powstanie, wyprowadzając czołgi na ulice między portem a centrum miasta, gdzie polecił zająć najważniejsze budynki, takie jak Ratusz i siedzibę lokalnego parlamentu (las Cortes Valencianas). Ogłosił w mieście stan wyjątkowy i próbował przekonać innych wojskowych, by się do niego przyłączyli.

### Tymczasowy rząd wiceministrów
O 21 komunikat Ministerstwa Spraw Wewnętrznych poinformował o ukonstytuowaniu się tymczasowego rządu złożonego z podsekretarzy stanu (wiceministrów) większości ministerstw. Na jego czele stanął Francisco Laína, a jego celem było zapewnienie ciągłości rządów w kraju. W międzyczasie inny zbuntowany generał, Luis Torres Rojas, próbował objąć dowództwo w Dywizji Pancernej Brunete w miejsce lojalnego wobec władz generała José Juste Fernándeza. Dzięki udaremnieniu tej próby udało się zapobiec zajęciu przez puczystów Radia i Telewizji Hiszpańskiej, a tym samym emisji komunikatu o powodzeniu zamachu stanu.

#### Zachowanie króla
Król Jan Karol I odmówił poparcia zamachu, co pomogło zlikwidować pucz w ciągu zaledwie jednej nocy. Sam monarcha, za pośrednictwem swoich współpracowników, upewnił się, że większość wojskowych jest mu wierna. Jordi Pujol, szef autonomicznego rządu Katalonii, niedługo po dziesiątej wieczorem za pośrednictwem państwowego radia wystosował do Hiszpanów apel o spokój, co bardzo dobrze wpłynęło na sytuację w kraju. Do późnych godzin nocnych trwały negocjacje w hotelu „The Westin Palace” nieopodal Kortezów, który ze względu na swoje umiejscowienie został kwaterą główną sił broniących demokracji, rządu wiceministrów oraz prasy. Rezydowali tam między innymi generał José Luís Aramburu Topete, szef Guardia Civil, oraz José Antonio Sáenz de Santa María, szef policji, który choć karierę zrobił w czasach dyktatury zwalczając opozycję, to jednak opowiedział się za demokracją. O zamachu dowiedział się z radia; działał szybko i skutecznie, rozkazując otoczyć Kongres Deputowanych kordonem policyjnym, by uniemożliwić wzmocnienie sił puczystów w budynku.

### Postawa generała Armady
Generał Armada, jeden z kierowników zamachu, próbował, symulując negocjacje z puczystami, doprowadzić do uznania jego samego za kompromisowego kandydata na szefa rządu. Chciał sięgnąć po władzę w sposób podobny do de Gaulle’a, jednak jego plan runął, kiedy o północy zjawił się w Kongresie Deputowanych. Chciał tym samym osiągnąć dwa cele: przekonać Tejero do zaprzestania okupacji, a także zdobyć dla siebie (na drodze pozakonstytucyjnej) stanowisko premiera. Armada nie był jednak „kompetentną władzą”, na jaką czekał Tejero, który zabronił mu wstępu do sali obrad. Później, kiedy rzeczywisty udział Armady w próbie przewrotu wyszedł na jaw, został odwołany ze stanowiska zastępcy Szefa Sztabu Wojsk Lądowych

### Wystąpienie telewizyjne króla
Około pierwszej w nocy 24 lutego król Jan Karol wystąpił przed kamerami i ubrany w mundur wojskowy z przysługującymi mu dystynkcjami dowódcy wszystkich rodzajów wojsk stanowczo potępił zamachowców, wezwał Siły Zbrojne do zachowania porządku i odebrał władzę w III Okręgu Wojskowym w Walencji generałowi Milans del Bosch, który jako jedyny dowódca okręgu przyłączył się do puczu. Pierwszą emisję tego wystąpienia uznaje się za moment, w którym zamachowcy przegrali. Milans del Bosch, osamotniony, odwołał swoje plany i o 5 nad ranem został aresztowany. Tejero poddał się dopiero wczesnym popołudniem 24 lutego, wcześniej wypuszczając deputowanych – kobiety o 10, zaś mężczyzn o godzinie 13.

## Reakcja świata
Tuż po rozpoczęciu okupacji Kongresu Deputowanych zamach stanu został potępiony przez EWG, z którą Hiszpania prowadziła już rozmowy akcesyjne. Spośród państw członkowskich szczególnie mocny był protest Wielkiej Brytanii, a zwłaszcza ówczesnej szefowej rządu Margaret Thatcher, która uznała wydarzenia w Hiszpanii za „akt terrorystyczny”.

### Stany Zjednoczone
Stany Zjednoczone pozostały oficjalnie neutralne wobec zaistniałej sytuacji, jednak wielu Hiszpanów wierzy, że administracja Reagana wiedziała o zamachu z wyprzedzeniem dzięki źródłom CIA. Wśród „podejrzanych zachowań” USA wymienia się przyjęcie przyszłych zamachowców w Waszyngtonie w 1980, wzrost aktywności US Navy w Cieśninie Gibraltarskiej w dniach poprzedzających 23-F oraz ogłoszenie alarmu w amerykańskiej bazie wojskowej Torrejón de Ardoz w niedzielę, czyli na dzień przed feralnym głosowaniem. Sam Tejero na ławie oskarżonych twierdził, że „zarówno rząd USA, jak i Watykan były sondowane przez generała Armadę”. Po wtargnięciu puczystów do sali obrad Kortezów amerykański sekretarz stanu Alexander Haig ograniczył się do stwierdzenia, że „zamach na Kongres Deputowanych jest wewnętrzną sprawą Hiszpanów”, za co został powszechnie skrytykowany. Po klęsce zamachu zmienił ton – powiedział: „Musimy sobie pogratulować, że w Hiszpanii wygrała demokracja”.

## Proces i konsekwencje zamachu
W procesie przed Najwyższą Wojskową Radą Sprawiedliwości, zwanym „sądem polowym”, główni uczestnicy zamachu Jaime Milans del Bosch, Alfonso Armada i Antonio Tejero zostali skazani na 30 lat pozbawienia wolności. Żaden z nich nie odsiedział wyroku w całości.
Cywilna strona puczu nie została nigdy do końca wyjaśniona ani należycie zbadana. Jedynym cywilem, który został osądzony, był przywódca frankistowskiej Organización Sindical Española (Hiszpańska Organizacja Syndykalna) Juan García Carrés.
Przebieg wydarzeń pozostawił wiele znaków zapytania, najważniejsze to niejasne zachowanie generała Armady oraz działania poszczególnych zamachowców. Główną konsekwencją było wzmocnienie autorytetu króla w oczach społeczeństwa, polityków i mediów. Wielu Hiszpanów popierało monarchę właśnie przez wzgląd na jego zachowanie w lutym 1981.

### Rola CESID
Niewyjaśniona jest też rola, jaką w 23-F odegrał José Luis Cortina, szef Centro Superior de Información de la Defensa – CESID (Główne Centrum Informacji Obronnej), dziś nazywanego Centro Nacional de Inteligencia – CNI (Narodowe Centrum Wywiadu). W procesie został uniewinniony ze względu na brak obciążających dowodów. Jednak jego podwładny, kapitan Vicente Gómez Iglesias, został skazany na 6 lat pozbawienia wolności za organizację transportu zamachowców do Kongresu Deputowanych pojazdami z fałszywymi tablicami rejestracyjnymi, które należały do szkoły agentów CESID.

„Trzy miesiące przed zamachem stanu 23-F CESID poinformowało premiera i kilku jego ministrów o pewnych działaniach, które były wtedy jeszcze w fazie planów, a które miały zmienić bieg wydarzeń politycznych w kraju. (…) Jednak plan, o którym wspominano – i któremu autorzy przypisali duże prawdopodobieństwo, a nawet wskazali wiosnę 1981 jako przybliżoną datę – zakładał doprowadzenie do dymisji rządu premiera Adolfo Suáreza i zapewnienie poparcia zarówno UCD, jak i PSOE dla nowego premiera, którym miałby zostać „generał nie zajmujący się polityką, za to cieszący się poparciem innych wojskowych” mający stworzyć „rząd ocalenia narodowego”.

### Biały Słoń
Tożsamość mocodawcy zamachu zwanego popularnie „Białym Słoniem” (Elefante Blanco), na którego czekał w parlamencie podpułkownik Antonio Tejero i który – choć miał objąć urząd premiera – nie zjawił się, pozostaje zagadką.

### Lista Skazanych
Członkowie Sił Zbrojnych
1. generał porucznik Jaime Milans del Bosch, szef sztabu III Okręgu Wojskowego, skazany na 30 lat pozbawienia wolności, ułaskawiony w 1991 ze względu na podeszły wiek; zmarł w 1997
2. generał dywizji Alfonso Armada, zastępca Szefa Sztabu Wojsk Lądowych, skazany na 30 lat pozbawienia wolności, ułaskawiony w 1988 z powodów zdrowotnych
3. generał dywizji Luis Torres Rojas, gubernator wojskowy prowincji La Coruña, skazany na 6 lat pozbawienia wolności, zmienione przez Tribunal Supremo (Sąd Najwyższy) na 12 lat pozbawienia wolności, ułaskawiony w 1988
4. pułkownik wojsk inżynieryjnych Diego Ibáñez Inglés, zastępca szefa sztabu III Okręgu Wojskowego, skazany na 5 lat pozbawienia wolności, zmienione przez Tribunal Supremo na 10 lat pozbawienia wolności
5. pułkownik artylerii José Ignacio San Martín López, szef sztabu Dywizji Pancernej „Brunete”, skazany na 6 lat pozbawienia wolności, zmienione przez Tribunal Supremo na 10 lat pozbawienia wolności
6. podpułkownik piechoty Pedro Mas Oliver – skazany na 6 lat pozbawienia wolności
7. kapitan marynarki wojennej Camilo Menéndez Vives – skazany na rok pozbawienia wolności
8. major piechoty Ricardo Pardo Zancada – skazany na 6 lat pozbawienia wolności, zmienione przez Tribunal Supremo na 12 lat, ułaskawiony w 1989
9. kapitan piechoty Carlos Alvárez-Arenas y Pardina – usunięty z wojska na 3 lata
10. kapitan piechoty José Pascual Gálvez – usunięty z wojska na 3 lata
11. kapitan piechoty Francisco Dusmet García-Figueras – usunięty z wojska na 2 lata
12. kapitan José Cid Fortea – usunięty z wojska na 2 lata.

Członkowie Guardia Civil
1. pułkownik Miguel Manchado García – skazany na 6 lat pozbawienia wolności, zamienione przez Tribunal Supremo na 8 lat
2. podpułkownik Antonio Tejero – skazany na 30 lat pozbawienia wolności, zwolniony warunkowo w 1996
3. kapitan Vicente Gómez Iglesias – skazany na 6 lat pozbawienia wolności
4. kapitan Jesús Muñecas Aguilar – skazany na 5 lat pozbawienia wolności
5. kapitan José Luis Abad Gutiérrez – skazany na 5 lat pozbawienia wolności
6. kapitan Enrique Bobis González – skazany na 3 lat pozbawienia wolności
7. kapitan Francisco Acera Martín – skazany na 3 lat pozbawienia wolności
8. kapitan Carlos Lázaro Corthay – usunięty ze służby na 3 lata
9. kapitan Juan Pérez de la Lastra – usunięty ze służby na 3 lata
10. porucznik César Alvárez Fernández – skazany na rok pozbawienia wolności
11. porucznik Pedro Izquierdo Sánchez – skazany na rok pozbawienia wolności.
12. porucznik Vicente Ramos Rueda – skazany na rok pozbawienia wolności
13. porucznik Santiago Vecino Núñez – skazany na rok pozbawienia wolności
14. porucznik Miguel Boza Carranco – skazany na rok pozbawienia wolności
15. porucznik Jesús Alonso Hernaiz – skazany na rok pozbawienia wolności
16. porucznik José Núñez Ruano – usunięty ze służby na rok
17. porucznik Vicente Carricondo Sánchez – usunięty ze służby na rok.

Cywile
1. Juan García Carrés, szef Organización Sindical Española (Hiszpańskiej Organizacji Syndykalnej), skazany na 2 lata pozbawienia wolności.